# Talamancalia boquetensis
Talamancalia boquetensis là một loài thực vật có hoa trong họ Cúc. Loài này được (Standl.) H.Rob. & Cuatrec. miêu tả khoa học đầu tiên năm 1994.